# LOST SONG
『LOST SONG』（ロスト ソング）は、LIDENFILMS・ドワンゴ共同制作による日本のテレビアニメ作品。2018年4月より6月までTOKYO MXほかにて放送された。Netflixではテレビ放送より1週間先行して配信された。
2016年11月、幕張メッセで開催された「鈴木このみ Birthday Live 2016 〜Cheers!!!〜」にて、鈴木このみが声優に初めて本格挑戦する主演アニメーションとして発表された。

## あらすじ
ある村に、祖父、姉、弟と暮らすリンという少女がいた。歌を歌うことで傷を治せる不思議な力の持ち主のリンは歌が好きで、いつか王都に行って楽団に入るという夢を持っている。
しかし、そんな平和な村での日々は突然押し寄せた王都兵により、打ち砕かれる。リンが弟のアルとの外出から帰ると、家々は焼き尽くされて人々が死んでいる。リンの家も焼かれて祖父は殺され、瀕死の姉はリンに「夢をあきらめないで」と言い残し、息絶える。
悲嘆にくれるも立ち上がって村を後にしたリンとアルは、王都に向かう道で宮廷の吟遊詩人と称する女性ポニーに出会い、人柄を気に入られて同行する。リンは王都兵から「歌の力を持つ」という理由で捜索され、捕らえられるも何とか切り抜ける一方、王都軍に随行する律動師アリューとモニカら姉妹の母の病を治したことから、姉妹も一行に加わる。それに先駆けて傷を治したことから知り合った王都の騎士ヘンリーと再会したリンは、彼やその知人であるドクターヴァイゼンから、リンと同じように歌の力を持つフィーニスという女性の存在を知らされる。歌の力は歌い手の命を削って発揮されるものであり、このままでは戦争の道具として扱われるフィーニスの命がいつ尽きるとも知れない。フィーニスを救いたいヘンリーはリンたちに協力を要請し、歌の力の真実を知った彼女たちは、フィーニスを救うべく最前線へ向かう。
フィーニスは歌の力を持つが、その力はリンのような癒しだけでなく、水を湧き出させたり炎を巻き起こしたりできる。そんなフィーニスはかつてヘンリーと出会い、まもなく愛し合うようになっていたが、彼女の歌の力はルード王子によって戦争に利用されてしまう。フィーニスとヘンリーは逃走を試みるも失敗して彼は死亡し、絶望したフィーニスは謎の歌を歌って隕石群を落下させたのだった。
フィーニスが歌った「終滅の歌」は命を失う代償に世界を滅ぼす歌であったが、「命を失う」とは彼女の身体が不老不死と化すことであり、生物としての枠から外れてしまうことであった。こうしてフィーニスは、自分のいるこの惑星で文明が発生しては滅亡する輪廻を見届けながら生き続けていたが、やがて天空に見える巨大な衛星が6万年後に最接近することを知った彼女は、架空の歌姫伝説を石に刻んだり絵に残したり本に書いたりと、あらゆる手段を使って流布し始める。それは、星歌祭での合唱と楽団の演奏によって「終滅の歌」の力を増幅させ、衛星を落下させてすべてを終わらせるという計画の布石であった。
まもなく、最前線に残っていたかつてのヘンリーの剣に触れたリンは、フィーニスにまつわるこの惑星の過去、衛星の最接近する日が自分たちの生きる時代、そして自分がフィーニスの捨てた「癒しの歌」から具現化して誕生した存在だったことを知る。一方、傭兵たちの頭領となっていたヘンリーは最前線へ乱入し、ポニーたちと合流する。

## 登場人物
リン
声 - 鈴木このみ、桑原由気（幼少期）
本作の主人公の1人。傷を治す癒しの力を持つ歌を歌える少女で、王都の楽団に入るのが夢。祖父のタルジア・姉のメル・弟のアルと暮らしているが、実は3人とは血がつながっていない養女。名前の由来はラテン語で「始まり」を意味するピリンピキウム。
フィーニス
声 - 田村ゆかり
本作のもう1人の主人公。さまざまな力を起こす歌を歌える女性で、王国の民から「歌姫」と呼ばれて慕われている。ヘンリーとは恋仲。王国によって保護され、ルード王子のもとにいる。名前はラテン語で「終わり」の意。
アル
声 - 久野美咲
リンの弟。発明が好きで、ドクターヴァイゼンに憧れている。
ポニー・グッドライト
声 - たかはし智秋
元宮廷つきの吟遊詩人の女性。胸元が大きく空いた服を着ている。現在は楽器を携え、放浪している。最終話でその正体を明かす。
ヘンリー・レオボルト
声 - 山下誠一郎
代々名家として誉れ高いレオボルト家の騎士で、フィーニスの恋人。
剣術大会で優勝するほどの腕の持ち主だが、争いごとは好まない優しい性格。
奇跡の力を持つ歌姫を戦争の道具にしようとしている王都軍に反対し、孤独な戦いを挑む。
アリュー・ルックス
声 - 瀬戸麻沙美
モニカ・ルックス
声 - 芹澤優
コルテ
声 - 茅野愛衣
メル
声 - 茅野愛衣
バズラ・ベアモルス
声 - 小山剛志
ルード・ベルンシュタイン4世
声 - 鈴木裕斗
ドクター・ヴァイゼン
声 - 小形満
タルジア・ホークレイ
声 - 糸博
ナール
声 - 沢海陽子
トロ
声 - 河本邦弘
クレット
声 - 内野孝聡
ゴルト王
声 - 宇垣秀成
ベルナ
声 - 中嶋佳葉

## スタッフ
- 原作・監督・脚本・音響監督 - 森田と純平[5]
- キャラクター原案 - 福田知則[5]
- メインキャラクターデザイン - 金子志津枝[5]
- アニメーションファシリテーター - 櫻井親良[5]
- サブキャラクターデザイン - 原修一、藤澤俊幸[5]
- エフェクト作画監督 - 橋本敬史
- デザインワークス - バーンストーム・デザインラボ（由利聡、大山裕之、田中俊成）[5]
- 美術監督 - 大久保錦一[5]
- 美術設定 - 池信孝、佐藤正浩、大久保錦一
- 背景美術 - でほぎゃらりー[5]
- 色彩設計 - 大西峰代[5]
- 撮影監督 - 山本弥芳[5]
- CGアニメーションディレクター - 伊藤仁美
- 編集 - 長谷川舞
- 音楽 - 白戸佑輔[5]
- 音楽プロデューサー - 村上純
- 音楽制作 - MAGES.
- プロデューサー - 飯塚芙由奈、Doris Ng、塩谷佳之、尾谷孝、飯島章夫、大森慎司
- アニメーション制作 - LIDENFILMS×ドワンゴ[5]
- 製作 - LOST SONG製作委員会

## 主題歌
特記がない限り作詞は畑亜貴、作曲・編曲は白戸佑輔。
オープニングテーマ「歌えばそこに君がいるから」（第2話 - ）
作詞 - 鈴木このみ、畑亜貴 / 歌 - 鈴木このみ
第12話ではエンディングテーマとして使用。
エンディングテーマ
「TEARS ECHO」（第1話 - 第6話、第8話 - 第11話）
歌 - フィーニス（田村ゆかり）
「終滅の歌」（第7話、第12話）
歌 - フィーニス（田村ゆかり）
第12話では挿入歌として使用。

挿入歌
「青く清き水の歌」（第1話）
歌 - フィーニス（田村ゆかり）
「想いの翼」（第1話）
歌 - リン（鈴木このみ）
「癒やしの歌」
歌（第1話、第3話） - リン（鈴木このみ）
歌（第1話） - リン（鈴木このみ）、フィーニス（田村ゆかり）
歌（第4話） - リン（鈴木このみ）、モニカ・ルックス（芹澤優）
歌（第9話） - フィーニス（田村ゆかり）
歌（第11話） - ポニー・グッドライト（たかはし智秋）
「ゴルト、栄光の地よ！」（第2話）
歌 - ポニー・グッドライト（たかはし智秋）、リン（鈴木このみ）
「風の理」
歌（第3話、第5話） - リン（鈴木このみ）
歌（第5話） - リン（鈴木このみ）、モニカ・ルックス（芹澤優）
歌（第9話） - モニカ・ルックス（芹澤優）
「炎の鼓動」（第3話、第7話）
歌 - フィーニス（田村ゆかり）
「大地に抱かれ」（第6話）
歌 - リン（鈴木このみ）、モニカ・ルックス（芹澤優）
「太古の女神の歌」（第7話）
歌 - ポニー・グッドライト（たかはし智秋）
「LOST SONG」（第12話）
歌 - リン（鈴木このみ）、フィーニス（田村ゆかり）

## 各話リスト
| 話数   | サブタイトル | 絵コンテ            | 演出                | 作画監督                                                                                   | 総作画監督          |
| ------ | ------------ | ------------------- | ------------------- | ------------------------------------------------------------------------------------------ | ------------------- |
| 第1話  | 癒やしの歌   | 森田と純平 茉田哲明 | -                   | なまためやすひろ、早川加寿子、原修一                                                       | 吉田南              |
| 第2話  | 旅立ちの歌   | 直谷たかし          | 川久保圭史          | 藤澤俊幸、古谷梨絵、阿部達也                                                               | 北原広大            |
| 第3話  | 愛慕の歌     | 藤澤俊幸            | 土屋康郎            | 山本晃宏、山村俊了、清水勝祐                                                               | 早川加寿子          |
| 第4話  | 堕ち行く歌   | 高本宣弘            | 小林孝志            | 東美帆、はっとりますみ、関口雅浩 服部憲知、原修一                                          | 今井雅美            |
| 第5話  | 邂逅の歌     | 今泉賢一            | 宮澤良太            | 小澤円、阿部達也、南伸一郎、柳田幸平                                                       | 吉田南              |
| 第6話  | 別れの歌     | 井出安軌            | -                   | 佐藤弘明、臼田美夫                                                                         | 北原広大            |
| 第7話  | 終滅の歌     | 米田哲明            | 川久保圭史          | なまためやすひろ、山村俊了 藤澤俊幸、清水博幸                                              | 早川加寿子          |
| 第8話  | 悠久の歌     | 高本宣弘            | 小林孝志            | 清水勝祐、清原寮、関口雅浩、服部憲知                                                       | 原修一              |
| 第9話  | 郷愁の歌     | 宮澤良太            | 小野隆宏            | 白川茉莉、前原薫、飯飼一幸 服部憲知、櫻井拓郎                                              | 原修一              |
| 第10話 | 覚悟の歌     | 今泉賢一            | 今泉賢一            | 古谷梨絵、山本晃宏、中岡響香、南伸一郎                                                     | 北原広大            |
| 第11話 | 無響の歌     | 藤澤俊幸            | 石郷岡範和          | 今井武志、関口雅浩、松井理和子 中智あすか、なまためやすひろ、阿部達也 吉田伊久雄、植竹康彦 | 今井雅美 早川加寿子 |
| 第12話 | 始まりの歌   | 森田と純平          | 有冨興二 川久保圭史 | 中井恵巳、伊藤大翼、櫻井拓郎 白川茉莉、清水勝祐、古谷梨絵 山村俊了、山本晃宏、小澤円       | 原修一              |

## 放送局
| 放送期間                | 放送時間                     | 放送局     | 対象地域 | 備考                                  |
| ----------------------- | ---------------------------- | ---------- | -------- | ------------------------------------- |
| 2018年4月8日 - 6月24日  | 日曜 1:30 - 2:00（土曜深夜） | TOKYO MX   | 東京都   | 製作参加                              |
|                         |                              | サンテレビ | 兵庫県   |                                       |
|                         | 日曜 23:30 - 月曜 0:00       | KBS京都    | 京都府   |                                       |
| 2018年4月9日 - 6月25日  | 月曜 1:35 - 2:05（日曜深夜） | テレビ愛知 | 愛知県   | 製作参加                              |
| 2018年4月12日 - 6月28日 | 木曜 0:00 - 0:30（水曜深夜） | BSフジ     | 日本全域 | 製作参加 / BS放送 /『アニメギルド』枠 |

インターネットではNetflixにて2018年3月31日より毎週土曜に日本で先行配信された後、同年夏に全世界に配信される。

## Blu-ray
2018年9月26日に全12話を収録した『LOST SONG Blu-ray BOX 〜Full Orchestra〜』が発売された。

## Webラジオ
『鈴木このみと久野美咲のLOST SONG RADIO』は、2017年12月25日より2018年7月2日まで響 -HiBiKi Radio Station-（毎週月曜）と音泉（音泉での第1回は12月29日、以降毎週月曜）にて配信されたWebラジオ。パーソナリティはリン役の鈴木このみとアル役の久野美咲。
各コーナー
- おたより - 作品や番組の感想など。
- LOST SONG 大調査 - アルのために、世の中の様々なことのデータを集めていく。また、公式Twitterにてアンケートなど活用する。
- リンの癒やしの歌 - 傷ついたみなさんの心を鈴木このみさんに癒やしてもらう。
- 星の運命すら変えるストーリー - みなさんから送られてきた「自分の運命を変えられたセリフや名言」を紹介し、2人が共感できるかを判定する。判定は共感できた分だけ(SEボタン)押していく「運命変更ボタン」。SEではオリジナルで事前に収録済み。
- これぞ最新発明品 - みなさんから「こんな凄い商品があります」という「情報」を募集し、2人が試して判定する。

ゲスト
- #05・06：芹澤優（モニカ・ルックス役）
- #07・08・24：たかはし智秋（ポニー・グッドライト役）
- #09・10：山下誠一郎（ヘンリー・レオボルト役）
- #11・12・20・21：瀬戸麻沙美（アリュー・ルックス役）
- #13・14：小山剛志（バズラ・ベアモルス役）
- #15・17：畑亜貴（作詞）、白戸佑輔（音楽）
- #16・27・28：森田と純平（原作・監督・脚本・音響監督）
- #18・19：鈴木裕斗（ルード・ベルンシュタイン4世役）
- #22・23：田村ゆかり（フィーニス役）
- #25・26：茅野愛衣（コルテ/メル役）

『【鈴木裕斗＆山下誠一郎】LOST SONG; CONTINUE』は、2018/08/10よりニコニコ生放送にて配信されるWebラジオ。パーソナリティはヘンリー・レオボルト役の山下誠一郎とルード・ベルンシュタイン4世役の鈴木裕斗。
各コーナー
- あなたのまわりのルードとヘンリー - あなたのまわりにいるヘンリーっぽい人や行動、あるいはルードっぽい人や行動のお便りをもとにヘンリー度あるいはルード度を判定。
- 悩みを打ち明けろ！ - お悩みの内容に合わせて、ヘンリーかルードのどちらかがバシッとアドバイス。